# Bartołty Wielkie

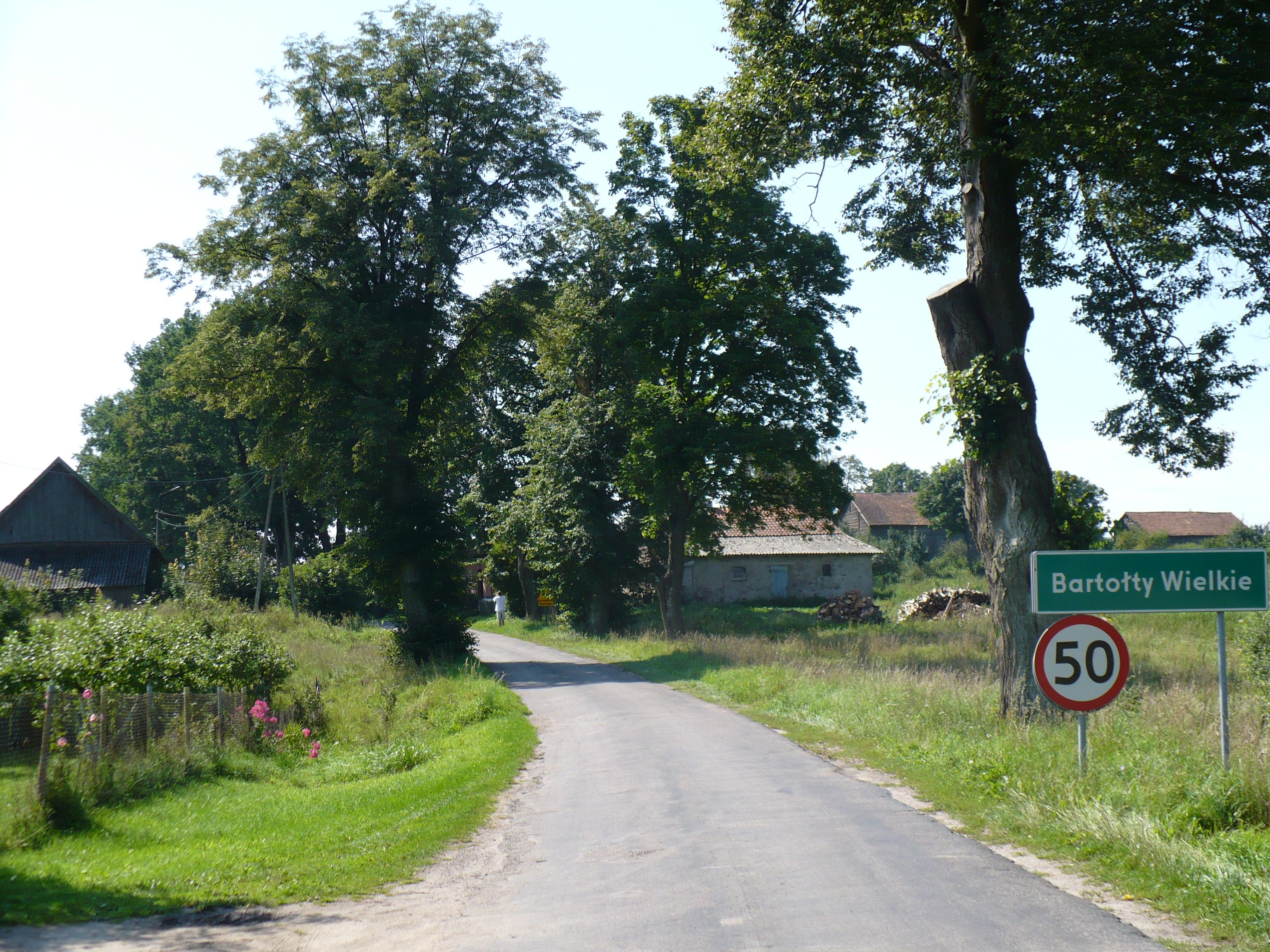
Ortseinfahrt Bartołty Wielkie

Bartołty Wielkie (deutsch Groß Bartelsdorf) ist ein Dorf sowie Sołectwo in der Stadt- und Landgemeinde Barczewo (Wartenburg i. Ostpr.). Es liegt im Powiat Olsztyński (Kreis Allenstein) in der Woiwodschaft Ermland-Masuren im Nordosten Polens. Unweit östlich liegen die Weiler Bartołty Małe (Klein Bartelsdorf) und Kierzbuń (Kirschbaum).

## Geographie

### Geographische Lage
Das Dorf liegt im Westen der Masurischen Seenplatte, die zum Baltischen Höhenrücken gehört. Charakteristisch für die Gegend sind zahlreiche Seen, Flüsse, sowie Nadel- und Mischwälder.
Die Entfernung nach Barczewo (Wartenburg i. Ostpr.) beträgt elf, nach Biskupiec (Bischofsburg) 16 und nach Olsztyn (Allenstein) 30 Kilometer. Westlich am Dorf fließt der Fluss Wardęga und nördlich befindet sich der See Tumiańskie (Daumensee).

### Geologie
Die Landschaft ist durch den fennoskandischen Eisschild gestaltet worden und ist eine postglaziale, hügelige, bewaldete Grundmoräne mit vielen Rinnen-, Binnenseen und Flüssen.

## Geschichte

### Ortsgeschichte
Ursprünglich war hier die südliche Gau Barten der heidnischen Prußen. Nach der Zwangschristianisierung durch den Deutschen Orden war das Bistum Ermland ab 1243 ein Teil des Deutschordenslandes.
Am 8. September 1379 verlieh der Bischof Ermlands, Heinrich III. Sorbom, mit einem Privileg für den Ritter und Bistumsvogt Bartholomäus Kirschbaum das Groß Bartelsdorf mit 60 Hufen nach kulmischem Recht. Es war ein gemeinsames Privileg für  Groß Bartelsdorf sowie Kirschbaum. Der Bistumsvogt hatte zwei Reiterdienste zu leisten und erhielt 90 Hufen Wald und Heide beim See Posirwetin (dies ist vermutlich der Bartelsdorfer See). Ferner erhielt er das Patronatsrecht über die noch zu gründende Kirche. Zwei Güter sind in der Folge aus den 90 Waldhufen entstanden. Bartelsdorf nannte sich das eine nach dem Vornamen des Gründers.
Nach dem Zweiten Frieden von Thorn im Jahr 1466 wurde Ermland als autonomes Fürstbistum Ermland der Krone Polens unterstellt. Mit der ersten Teilung Polens im Jahr 1772 wurde Ermland ein Teil des Königreichs Preußen.
Im Mai 1874 wurde der Amtsbezirk Bartelsdorf  gebildet.
Aufgrund der Bestimmungen des Versailler Vertrags stimmte die Bevölkerung im Abstimmungsgebiet Allenstein, zu dem Groß Bartelsdorf gehörte, am 11. Juli 1920 über die weitere staatliche Zugehörigkeit zu Ostpreußen (und damit zu Deutschland) oder den Anschluss an Polen ab. In Groß Bartelsdorf stimmten 260 Einwohner für den Verbleib bei Ostpreußen, auf Polen entfielen 20 Stimmen.
Die größten Bauernhöfe in den Jahren 1930–1933 waren:
- Gemeinde-Pfarrei, Pächter Emil Scharfenorth, 59 ha
- Otto Kaeswurm, 264 ha
- Johann Schaffrina II., 56 ha
- Carl Weier, Adlig-Rittergut Paulshof, 334 ha mit Wiesenkalk und Torf

Im Zuge der Ostpreußischen Operation wurde Groß Bartelsdorf am 26. Januar 1945 von der Roten Armee eingenommen und der sowjetischen Kommandantur unterstellt. Nach Kriegsende kam das Dorf zur Volksrepublik Polen und heißt seither Bartołty Wielkie. Es lag von 1975 bis 1998 in der Woiwodschaft Olsztyn und danach in der Woiwodschaft Ermland-Masuren.
In der Nähe befinden sich die Wüstungen Rax, Gut Pirk und Rittergut Paulshof (Gut Poludniewo).

### Einwohnerentwicklung
- 1817: 126
- 1857: 372
- 1905: 465
- 1921: 454
- 1933: 434
- 1939: 443
- 1998: 177
- 2009: 215
- 2011: 281

### Amtsbezirk Bartelsdorf (1874–1945)
Zum Amtsbezirk Bartelsdorf gehörten bei seiner Errichtung 1874 neu Orte, am Ende war es aufgrund von strukturellen Veränderungen noch vier:
| Deutscher Name                                                   | Polnischer Name  | Anmerkungen                              |
| ---------------------------------------------------------------- | ---------------- | ---------------------------------------- |
| Groß Bartelsdorf                                                 | Bartołty Wielkie |                                          |
| Groß Leschno 1938–1945 Leschnau                                  | Leszno           |                                          |
| Kirschbaum                                                       | Kierzbuń         | 1928 nach Klein Bartelsdorf eingemeindet |
| Klein Bartelsdorf                                                | Bartołty Małe    | 1928 Umbenennung in „Kirschbaum“         |
| Leschno, Forst 1938–1939 Klein Leschno 1939–1945 Leschnau, Forst | Leszno Małe      | 1929 nach Groß Leschno eingemeindet      |
| Nerwigk, Forst                                                   | Nerwik           |                                          |
| Neu Mertinsdorf 1938–1945 Neu Märtinsdorf                        | Nowe Marcinkowo  |                                          |
| Pirk                                                             | Pirki            |                                          |
| Paulshof bis 1911: Poludniewo                                    | Południewo       | 1928 nach Groß Bartelsdorf eingemeindet  |

## Kirche
Die heidnischen Preußen verehrten die baltischen und litauischen Gottheiten. Nach der Zwangschristianisierung durch den Deutschen Orden war das Bistum Ermland ab dem Jahr 1243 ein Teil des Deutschordenslandes.

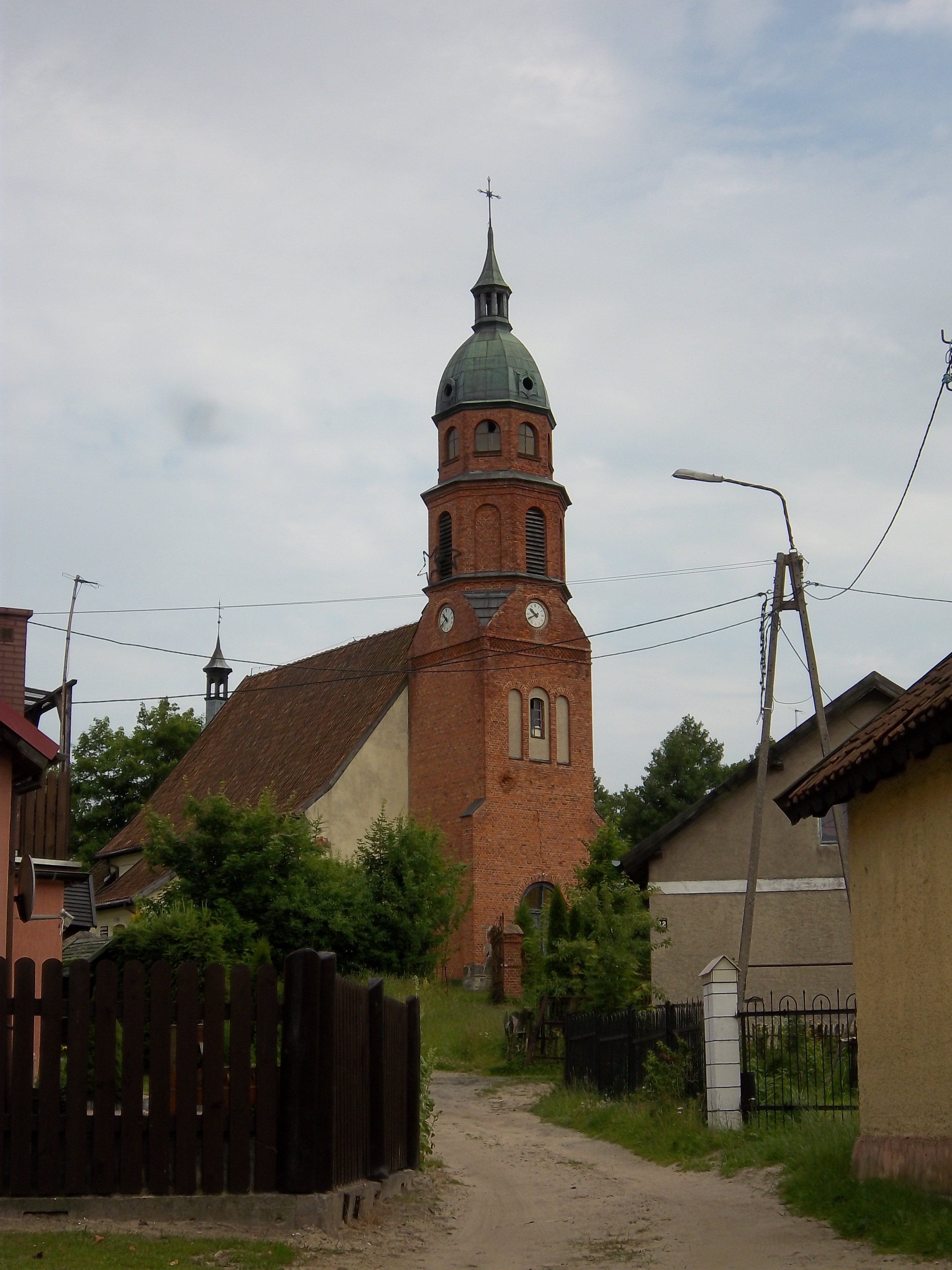
Jakobuskirche in Bartołty Wielkie

### Römisch-katholisch
Mit der Gründung im Jahr 1364 des Kirchspiels Wartenburg gehörte Groß Bartelsdorf bis 1871 der Pfarrei mit der St.-Anna-Kirche. Eine Filialkirche des Kirchspiels Wartenburg (polnisch Barczewo) wurde bereits Ende des 14. Jahrhunderts in Bartelsdorf erbaut. Im 16. Jahrhundert wurde anstelle der alten eine neue Kirche aufgebaut, die im Jahr 1620 völlig niederbrannte. Im Jahr 1702 wurde eine Kirche in Bartelsdorf neu errichtet und konsekriert.
Im Jahr 1871 ist die Kirche in Groß Bartelsdorf von dem Kirchspiel Wartenburg abgezweigt und das selbständige Kirchspiel Groß Bartelsdorf mit der Jakobuskirche errichtet worden.

### Evangelisch
Die Einwohner evangelischer Konfession besuchten die Kirche in Bischofsburg (polnisch Biskuoiec), nach 1836 Kirche in Wartenburg. in der Kirchenprovinz Ostpreußen der Kirche der Altpreußischen Union,   nach dem Ersten Weltkrieg die kleine Kirche in Raschung (polnisch Rasząg).
Heute sind die evangelischen Einwohner Bartołty Wielkies zur Christus-Erlöser-Kirche Olsztyn hin orientiert. Sie gehört zur Diözese Masuren der Evangelisch-Augsburgischen Kirche in Polen.

## Verkehr
In Bartołty Wielkie endet eine von Jeziorany (Seeburg) kommende Nebenstraße, die den Ort mit dem bereits fertiggestellten Anschlussstelle Kromerowo der neuen Schnellstraße S 16 (bisher polnische Landesstraße 16 und einstige deutsche Reichsstraße 127) verbindet. Eien von Krupoliny (Kroplainen) nach Dźwierzuty (Mensguth) führende Nebenstraße verläuft durch Bartołty Wielkie. Eine Anbindung an den Bahnverkehr besteht nicht.